# Ana Amalia de Prusia
Ana Amalia de Prusia (en alemán, Anna Amalie von Preußen; Berlín, 9 de noviembre de 1723-ibidem, 30 de marzo de 1787), princesa de Prusia, fue hija del rey Federico Guillermo I de Prusia y de la reina consorte Sofía Dorotea de Hannover.

## Biografía
Ana Amalia era la duodécima descendiente del rey Federico Guillermo I de Prusia(1688-1740) y de su consorte, Sofía Dorotea (1687-1757), hija del rey Jorge I de Gran Bretaña. Entre sus hermanos se contaban el famoso rey prusiano Federico II el Grande (1712-1786) y la reina de Suecia, Luisa Ulrica. 
Ana Amalia tuvo una infancia desgraciada. Se sabe que Federico Guillermo mostraba una gran crueldad para con sus hijos e hijas, llegando a arrastrar por los cabellos a la pequeña Ana Amalia. A la edad de siete años, la niña realizó un intento fallido de huida de su casa, al parecer después de una de las humillaciones de su padre.
En 1744, Ana Amalia fue elegida como coadjuntora de la entonces abadesa de Quedlinburg, María Isabel de Holstein-Gottorp, cargo que le permitía continuar viviendo en su casa de Berlín. Al fallecer esta en 1755, se hizo cargo de esta rica abadía protestante fuertemente azotada tras la guerra de los Siete Años.

## Actividad musical
Ana Amalia sentía una gran pasión por la música. Esta era su consuelo y una de sus únicas fuentes de felicidad. Sin embargo, Federico Guillermo no podía soportarla, por lo que prohibió que sus hijos e hijas tocaran instrumentos o tuvieran nada que ver con este arte. Por ello, hasta la muerte de su padre, a la joven sólo le fue posible instruirse gracias a la ayuda clandestina de la reina Sofía Dorotea, que permitía que Ana Amalia y a su hermano, Federico, tuvieran acceso a lecciones de flauta. En 1740, tras la muerte del rey, Ana Amalia comenzó a instruirse también en la interpretación del clave, la flauta y el violín.
Federico II el Grande tenía una actitud completamente opuesta ante la música, invirtiendo en ella generosas sumas de dinero. Anna Amalia pudo al fin asistir a representaciones de ópera italiana y estudió con el organista Gottlieb Hayne. En 1758 comienza sus estudios de composición, recibiendo clases de teoría musical y de armonía del nuevo Kapellmeister, Johann Kirnberger.  
La colección de piezas de autores como J.S. Bach, Palestrina, Handel, Telemann o C.P.E. Bach que Ana Amalia atesoró constituye un legado de gran valor y permitió preservar una buena cantidad de obras del patrimonio musical antiguo para la posteridad. En la actualidad, lo que queda de dicha colección se encuentra en la Biblioteca Estatal de Berlín.
Entre las obras que ella misma compuso destaca la Sonata para flauta y bajo continuo en Fa M (1771), muestra un estilo galante alejado del contrapunto más tradicional de sus coros y corales.

## Relación con Federico von der Trenck
En 1744, comenzó en secreto una relación amorosa con el barón Federico von der Trenck, un hombre cuyas aventuras inspiraron a grandes escritores de la época, como Voltaire y Victor Hugo. Al enterarse, su hermano Federico la obligó a romper la relación, haciendo encarcelar a von der Treck en la fortaleza de Glatz. Von der Trenck estuvo allí desde octubre de 1745 hasta escaparse el 24 de junio de 1746. En marzo de 1754 fue encarcelado de nuevo, en Dantzig, siendo liberado en 1763 gracias a la mediación de la emperatriz María Teresa de Austria. Posteriormente pasaría a París, donde redactaría sus memorias y finalmente moriría guillotinado el 24 de julio de 1794, acusado de ser un espía al servicio de Prusia.

## Obras
- 1767: Marsch für das Regiment Graf Lottum (Biblioteca Estatal de Berlín, Mus.ms.autogr Amalie 2)[6]
- 1767: Marsch für das Regiment v. Bülow (Staatsbibliothek Berlin, Mus.ms.autogr Amalie 2)[6]
- 1768: Marsch für das Regiment v. Saldern[6]
- 1777: Marsch für das Regiment v. Möllendorf[6]
- 1771: Sonata para flauta y bajo continuo en Fa M
- Sonate B-Dur für Altblockflöte und Basso Continuo
- 1776: Fuga para violín y viola (Fuge für Violine und Viola)
- Trio für zwei Violinen und Bass (Violoncello und Kontrabass) mit Cembalo (Klavier)
- Mache dich selbst nicht traurig (Skizze) in B-Dur für Sopran und Bass
- 1777: Ich hab mein Sach Gott heimgestellt, Choral in g-Moll
- 1777: Dir folgen meine Thränen, Lied G-Dur
- 1778: Zion klagt mit Angst und Schmerzen, dreistimmiger Choral
- 1779: Kanon in C-Dur, Fünfstimmiger Kanon[7]